# Patricia Miranda
Patricia Noriko Miranda (ur. 11 czerwca 1979 roku) – pierwsza amerykańska medalistka olimpijska w zapasach. Jej ojciec był politycznym uchodźcą z Brazylii.
Brązowa medalistka z Aten w 2004 w kategorii do 48 kg. Czterokrotna uczestniczka Mistrzostw Świata (2000,02,03,06), trzykrotna medalistka. Mistrzyni Igrzysk Panamerykańskich z 2003 roku. Zdobyła trzy medale na Mistrzostwach Panamerykańskich. Wygrała Puchar Świata w 2003 i 2007; trzecia w 2006, a czwarta w 2001 roku.
Od dzieciństwa uprawiała zapasy. Zawodniczka Stanford University. Sześć razy Narodowy Mistrz USA w latach: 2000, 2002-04, 06-07. Absolwentka Yale Law School. Obecnie prawniczka.